# Maurits van Saksen-Lauenburg
Maurits van Saksen-Lauenburg (1551 - Buxtehude, 2 november 1612) was van 1581 tot aan zijn dood medehertog van Saksen-Lauenburg. Hij behoorde tot het huis Ascaniërs.

## Levensloop
Maurits was de vierde zoon van hertog Frans I van Saksen-Lauenburg en Sybille van Saksen, dochter van hertog Hendrik IV van Saksen.
Wegens hoge schulden besloot zijn vader in 1571 te abdiceren als hertog van Saksen-Lauenburg ten voordele van zijn oudste zoon Magnus II. Hij beloofde om de landerijen die zijn vader wegens zijn schulden had verpand terug te betalen met de fondsen die hij als opperbevelhebber in het Zweedse leger verdiende, maar dat deed hij niet en hij bleef de landerijen in het hertogdom verder vervreemden. Dit veroorzaakte conflicten tussen Magnus II en zijn vader Frans I, zijn broers Frans II en Maurits. en de Staten van Lauenburg. Deze escaleerden door het gewelddadig temperament van Magnus II. In oktober 1573 werd Magnus II door zijn vader Frans afgezet als hertog van Saksen-Lauenburg, waarna die terug de troon besteeg.
Zijn vader Frans I stierf in 1581. Kort voor zijn dood besloot Frans na consultaties met zijn zoon prins-aartsbisschop Hendrik van Bremen en keizer Rudolf II, maar zonder overleg met zijn zoons Magnus en Maurits, zijn zoon Frans II aan te stellen als enige erfopvolger in Saksen-Lauenburg. Hij deed dit omdat hij Frans II beschouwde als zijn bekwaamste zoon, maar Frans schond hiermee de regels van het eerstgeboorterecht. Hierdoor werd Frans II door de Staten beschouwd als onwettig hertog, waardoor hij officieel administrator van het hertogdom Saksen-Lauenburg werd. Maurits oudste broer Magnus II vroeg vervolgens aan keizer Rudolf II om hem als nieuwe hertog van Saksen-Lauenburg te benoemen. 
Op 31 januari 1585 besliste Rudolf II in het voordeel van Frans II en werd Magnus II onbekwaam verklaard om te regeren. Frans II wist Maurits aan zijn zijde te verkrijgen door hem tot mede-administrator van Saksen-Lauenburg te benoemen. Op 16 december 1585 aanvaardde Frans II dat de Staten van Lauenburg een permanente institutie werden die cruciale inspraak kregen in de regeringszaken, waarna Frans en Maurits in 1586 tot hertogen van Saksen-Lauenburg werden benoemd. Magnus II deed herhaalde pogingen om Saksen-Lauenburg te heroveren, waardoor Maurits en Frans een arrestatiebevel tegen hem uitvaardigden wegens landvredebreuk. In 1588 werd Magnus in Hamburg gevangengenomen en uitgeleverd aan Frans II en Maurits, waarna Magnus tot aan zijn dood in 1603 opgesloten werd in het kasteel van Ratzeburg.
In 1585 of 1586 verhuisde Maurits naar de stad Buxtehude, waar hij ging resideren in het Abdissenhuis van het zusterklooster Altkloster. Hij speelde geen belangrijke rol in de regeringszaken en leefde in het Abdissenhuis tot aan zijn dood in 1612. Ook ging hij militaire dienst voor de Republiek der Zeven Verenigde Nederlanden. 

## Huwelijk en nakomelingen
Op 25 november 1581 huwde hij met Katharina von Spörcken, die deel uit maakte van een adelgeslacht uit Brunswijk-Lüneburg. Op 31 mei 1582 liet hij zich al van haar scheiden en koos hij voor zijn geliefde Gisela Sachsen, die afstamde van een buitenechtelijk kind van hertog Johan IV van Saksen-Lauenburg. Zijn moeder en hertog Julius van Brunswijk-Wolfenbüttel wilden dat Maurits terugkeerde naar zijn eerste echtgenote en lieten in 1588 zelfs een proces voor hekserij aanspannen voor Gisela en haar echtgenoot Adam von Tschammer. Maurits en Gisela kregen twee buitenechtelijke zonen, die nadien werd geadopteerd:
- Moritz Rautenstein (overleden tussen 1617 en 1639)
- Julius Ernst Rautenstein (1590-1660)